# Lentini Caciano
Lentini Caciano (Delfzijl, 15 agosto 2001) è un calciatore olandese originario di Curaçao, centrocampista dell'ACV.

## Caratteristiche tecniche
È un esterno destro.

## Carriera

### Club
Cresciuto nel settore giovanile del PEC Zwolle, nel 2019 viene acquistato dall'Emmen con cui debutta in prima squadra il 24 ottobre 2020 in occasione dell'incontro di Eredivisie perso 4-0 contro l'Heerenveen. Nella stessa stagione, dopo aver disputato un totale di sei presenze tra campionato e coppa, firma il primo contratto professionistico con il club.

### Nazionale
Ha giocato nella nazionale Under-20 di Curaçao.

## Statistiche
Statistiche aggiornate al 18 dicembre 2020.

### Presenze e reti nei club
| Stagione        | Squadra         | Campionato      | Campionato | Campionato | Coppe nazionali | Coppe nazionali | Coppe nazionali | Coppe continentali | Coppe continentali | Coppe continentali | Altre coppe | Altre coppe | Altre coppe | Totale | Totale | Totale |
| Stagione        | Squadra         | Comp            | Pres       | Reti       | Comp            | Pres            | Reti            | Comp               | Pres               | Reti               | Comp        | Pres        | Reti        | Pres   | Reti   |        |
| --------------- | --------------- | --------------- | ---------- | ---------- | --------------- | --------------- | --------------- | ------------------ | ------------------ | ------------------ | ----------- | ----------- | ----------- | ------ | ------ | ------ |
| 2020-2021       | Emmen           | ED              | 4          | 0          | CO              | 2               | 0               |                    | -                  | -                  |             | -           | -           | 6      | 0      |        |
| Totale carriera | Totale carriera | Totale carriera | 4          | 0          |                 | 2               | 0               |                    | -                  | -                  |             | -           | -           | 6      | 0      |        |

## Palmarès

### Club

#### Competizioni nazionali
- Eerste Divisie: 1

Emmen: 2021-2022